# Nierenkanälchen

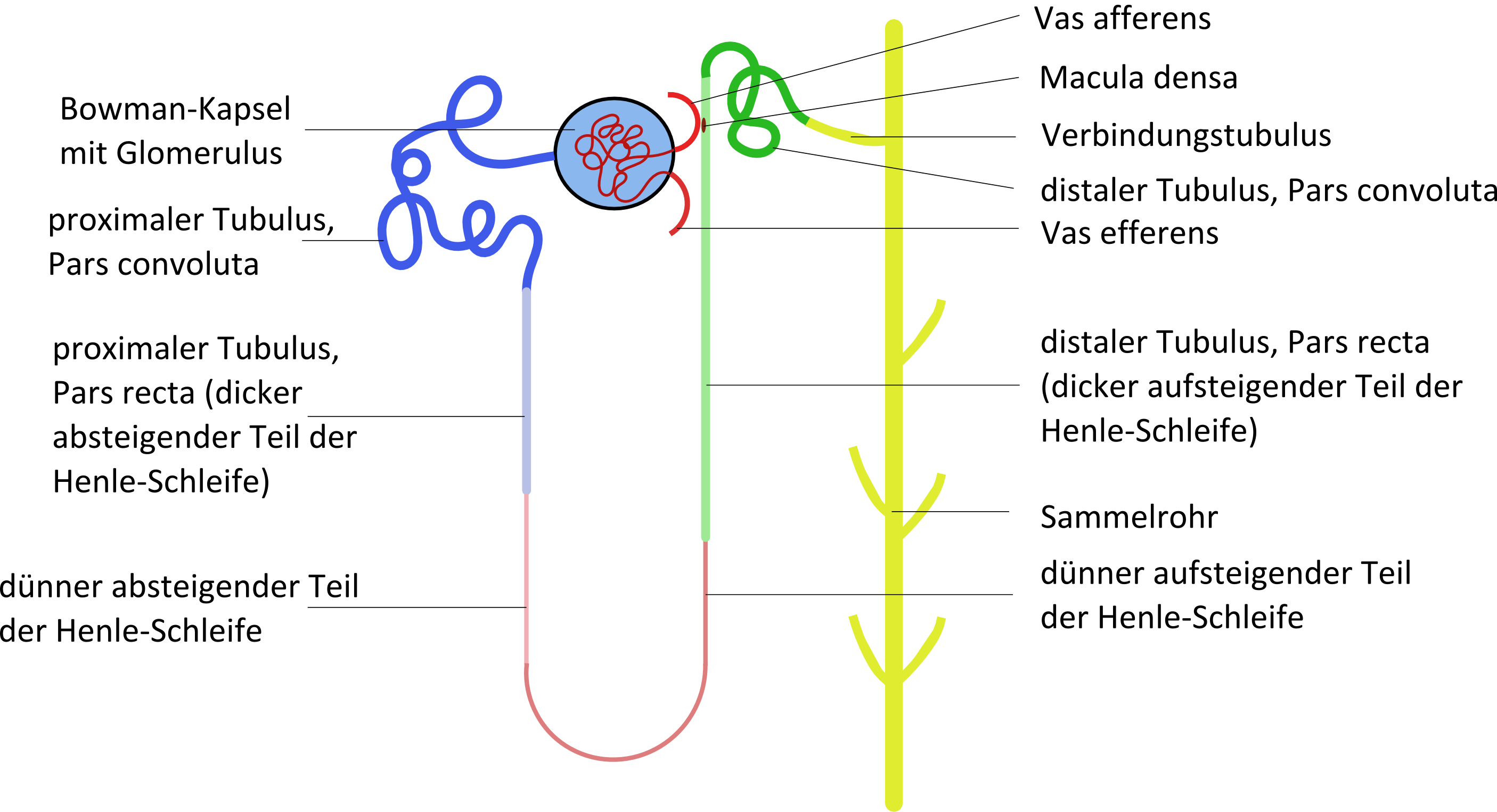
Die Abbildung zeigt die verschiedenen Abschnitte des Tubulussystems.

Das Nierenkanälchen (anatomisch exakt: lateinisch Tubulus renalis, unter Fachärzten fast immer kurz Tubulus; von lateinisch tubulus ‚Röhrchen‘; Plural Tubuli, Adjektiv tubulär), genannt auch Nierentubulus oder Harnkanälchen oder der Tubulusapparat, ist Teil des an das Nierenkörperchen anschließenden Gangsystems und bildet mit diesem Nierenkörperchen zusammen das Nephron als kleinste funktionelle Einheit der Niere von Menschen und anderen Säugetieren.

## Abschnitte
Das Nierenkanälchen wird in Hauptstück (proximaler Tubulus), Überleitungsstück (Intermediärtubulus oder Tubulus attenuatus) und Mittelstück (distaler Tubulus) unterteilt. Die geraden Abschnitte der Nierenkanälchen und das Überleitungsstück bilden eine Schlinge, die als Henlesche Schleife (nach Jakob Henle; lateinisch Ansa nephroni) bezeichnet wird. Die Henleschen Schleifen existieren nur bei Säugetieren und Vögeln. Sie sind offenbar notwendig, um einen gegenüber dem Blut hyperosmotischen Harn zu bilden, denn Wirbeltiere ohne Henlesche Schleifen sind dazu nicht in der Lage.
Bei der Nomenklatur des Tubulussystems können anatomische und physiologische Gesichtspunkte beachtet werden, was zu unterschiedlichen, aber sich ergänzenden Einteilungen führt.
Sowohl der proximale als auch der distale Tubulus werden jeweils in einen „aufgeknäuelten“ Teil, Pars convoluta oder Pars contorta, und in einen „geraden“ Teil, Pars recta, eingeteilt. Die Partes rectae beider Tubuli und der Intermediärtubulus werden funktionell zur Henle-Schleife zusammengefasst. Die üblichen Begriffe Tubuli renales contorti und Tubuli renales recti unterscheiden nicht zwischen proximalem Tubulus und distalem Tubulus (Tubulus contortus distalis und Tubulus contortus proximalis).
Die Pars recta des distalen Tubulus (Tubulus distalis pars recta, Tubulus renalis rectus distalis, alte Bezeichnung: Portio intermedia pars recta, „distales Harnkanälchen, gerader Teil“) wird oft nur als dicker aufsteigender Teil der Henle-Schleife bezeichnet, während dann unter dem distalen Tubulus nur die Pars convoluta (auch als frühdistaler Tubulus bezeichnet) oder sogar (als spätdistaler Tubulus bezeichnet) der Verbindungstubulus und der Beginn des Sammelrohrs verstanden werden. Die Zuordnung des Verbindungstubulus zu Mittelstück oder Sammelrohr ist uneinheitlich. Hier wird es dem Sammelrohr zugeordnet.
Eine alte Bezeichnung der verschiedenen Abschnitte der Nierenkanälchen geht auf Karl Georg Peter zurück: Pars labyrinthica, Pars laqueiformis [lateinisch: laqueiformis = schlingenförmig, schleifenförmig], Pars intermedia und Pars colligens [lateinisch: colligens = sammelnd]. Fritz Munk teilte den Tubulus 1918 in Hauptstück, Zwischenstück, Schaltstück und Sammelkanälchen ein.
Folgende Tabelle vergleicht deutsche Bezeichnungen, die Bezeichnungen nach den Nomina anatomica, weitere Einteilungen, internationale Abkürzungen, die anatomische Lage sowie Physiologie und Histologie. Diese Einteilung („Neue Bezeichnung“) in Hauptstück (Portio principalis), Überleitungsstück (Portio conducens), Mittelstück (Portio intermedia), Verbindungsstück (Portio reuniens) und Sammelrohr (Tubulus renalis colligens) geht auf Wilhelm von Möllendorff zurück.
|                   | Anatomische Bezeichnung             | Weitere Bezeichnungen                                                                      | Weitere Bezeichnungen | International                    | Anatomische Lage | Physiologie | Histologie                                                                             |
| ----------------- | ----------------------------------- | ------------------------------------------------------------------------------------------ | --------------------- | -------------------------------- | --- | --- | -------------------------------------------------------------------------------------- |
| Hauptstück        | Proximaler Tubulus, Pars convoluta  | Proximales Konvolut                                                                        |                       | Proximal Convoluted Tubule (PCT) | Rinde | Resorption großer Mengen u. a. von Na+, Glukose, Bicarbonat und Aminosäuren durch Na+ gekoppelte Symporter (Glukose) bzw. Antiporter (Bicarbonat) Resorption oder Sekretion u. a. von Harnsäure durch Anionentransporter mit Hilfe der proximalen Tubuluszellen | hoher Bürstensaum, deutliches Lumen, hohe Dichte an Mitochondrien                      |
| Hauptstück        | Proximaler Tubulus, Pars recta      |                                                                                            | Henle-Schleife        | Proximal Straight Tubule (PST)   | Oberflächliche Nephrone: Markstrahlen Mittlere Nephrone: Markstrahlen, Außenstreifen äußeres Mark Juxtamedulläre Nephrone: Außenstreifen äußeres Mark | Resorption großer Mengen u. a. von Na+, Glukose, Bicarbonat und Aminosäuren durch Na+ gekoppelte Symporter (Glukose) bzw. Antiporter (Bicarbonat) Resorption oder Sekretion u. a. von Harnsäure durch Anionentransporter mit Hilfe der proximalen Tubuluszellen | hoher Bürstensaum, deutliches Lumen, hohe Dichte an Mitochondrien                      |
| Überleitungsstück | Intermediärtubulus, Pars descendens | Absteigender dünner Teil (Schenkel) der Henle-Schleife, Pars descendens tubulus attenuatus | Henle-Schleife        | Descending Thin Limb (DTL)       | Oberflächliche Nephrone: Markstrahlen Juxtamedulläre und mittlere Nephrone: Innenstreifen äußeres Mark, inneres Mark                                  | Konzentrierung des Harns mithilfe des Gegenstromprinzips | flaches Epithel                                                                        |
| Überleitungsstück | Intermediärtubulus, Pars ascendens  | Aufsteigender dünner Teil (Schenkel) der Henle-Schleife, Pars ascendens tubulus attenuatus | Henle-Schleife        | Ascending Thin Limb (ATL)        | Inneres Mark, nur bei juxtamedullären Nephronen vorhanden                                                                                             | Konzentrierung des Harns mithilfe des Gegenstromprinzips | flaches Epithel                                                                        |
| Mittelstück       | Distaler Tubulus, Pars recta        | Dicker aufsteigender Teil (Schenkel) der Henle-Schleife                                    | Henle-Schleife        | Thick Ascending Limb (TAL)       | Oberflächliche Nephrone: Markstrahlen, Übergang Rinde Juxtamedulläre und mittlere Nephrone: Äußeres Mark, Übergang Rinde                              | Konzentrierung des Harns mithilfe des Gegenstromprinzips | kubisches, einheitliches Epithel, runde Zellkerne, große Mitochondrien                 |
| Mittelstück       | Distaler Tubulus, Pars convoluta    | Distales Konvolut, frühdistaler Tubulus                                                    | Distales Nephron      | Distal Convoluted Tubule (DCT)   | Rinde | Aldosteron-abhängige Konzentrierung des Harns, enthält die Macula densa | kubisches, einheitliches Epithel, runde Zellkerne, große Mitochondrien                 |
| Sammelrohr        | Verbindungstubulus                  | spätdistaler Tubulus, Tubulus reuniens                                                     | Distales Nephron      | Connecting Tubule (CNT)          | Rinde, Übergang Markstrahlen | Konzentrierung des Harns durch Wasserentzug, ADH-abhängig | kubisch bis prismatische Zellen, Schaltzellen und Hauptzellen, heterogen, großes Lumen |
| Sammelrohr        | Sammelrohr                          |                                                                                            | Distales Nephron      | Collecting Duct (CD)             | Beginn oben in Markstrahlen, verläuft durchs ganze Mark bis zur Papille                                                                               | Konzentrierung des Harns durch Wasserentzug, ADH-abhängig | kubisch bis prismatische Zellen, Schaltzellen und Hauptzellen, heterogen, großes Lumen |

### Hauptstück

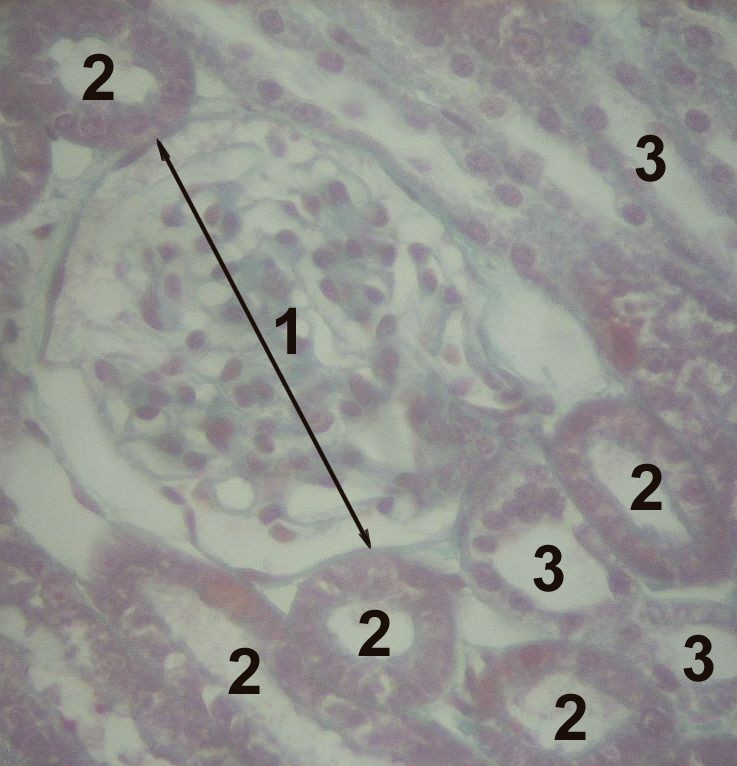
Lichtmikroskopische Aufnahme der Nierenrinde. 1 Nierenkörperchen, 2 Hauptstück, 3 Mittelstück

Das Hauptstück (Tubulus proximalis) verläuft zunächst geschlängelt (Tubulus contortus proximalis, [lateinisch contortus = gewunden, verdreht, geschraubt]) und dann gerade (Tubulus rectus proximalis) in das Nierenmark.
Hier werden Wasser und die im Primärharn enthaltenen wertvollen Verbindungen (z. B. Glucose, Aminosäuren, Elektrolyte) zurückgewonnen. Außerdem werden hier einige Schadstoffe aktiv abgegeben.

### Überleitungsstück
Das Überleitungsstück (Tubulus attenuatus [lateinisch attenuatus = schlicht, schmucklos]) zieht zunächst weiter in Richtung Nierenmark und biegt dann wieder in Richtung Rinde um. Hier wird dem Harn vor allem Wasser entzogen.

### Mittelstück
Das Mittelstück (Tubulus distalis) beginnt noch im Nierenmark und zieht zunächst als gerades Röhrchen (Tubulus rectus distalis) in die Nierenrinde. Hier schließt sich wiederum ein gewundener Abschnitt (Tubulus contortus distalis) an, der in ein Sammelrohr mündet.
Über das Verbindungsstück erhält der Nierentubulus letztlich Anschluss an ein Sammelrohr (Tubulus renalis colligens) und der Urin wird über Nierenbecken und Harnleiter in die Harnblase weitergeleitet.

### Sammelrohr
Das Sammelrohr (Pars colligens tubuli renalis, Tubulus renalis colligens oder kurz Tubulus colligens) wurde auch Sammelröhrchen genannt. Das Sammelrohr im weiteren Sinne besteht aus dem Tubulus reuniens und dem Tubulus colligens. Andere Bezeichnungen sind Sammelkanälchen oder Ductus Bellini nach Lorenzo Bellini.

## Funktion
Im Tubulus wird der im Glomerulum des Nierenkörperchens filtrierte Primärharn durch Aufnahme und Abgabe von Stoffen zum eigentlichen Harn (Sekundär- oder Endharn) konzentriert. Die Tubuli gewinnen hauptsächlich Wasser und Natrium zurück und regulieren so den Wasserhaushalt.
Das Gegenstück zur glomerulären Filtrationsrate (GFR) wäre die tubuläre Resorptionsrate (TRR). Die Differenz GFR-TRR ist der Harnfluss. Zahlenbeispiel: Bei einer GFR = 100 ml/min und einer tubulären Rückresorptionsquote von 99 % errechnen sich eine TRR = 99 ml/min und ein Harnfluss von 1 ml/min = 1,44 l/d. Das ist der Sekundärharn von etwa anderthalb Litern am Tag. Ein Diuretikum könnte jetzt die tubuläre Rückresorptionsquote um einen Prozentpunkt verkleinern und damit das Urinvolumen (bei unveränderter GFR) verdoppeln. Der Harnfluss jeder Niere ist außerdem die Differenz der Blutflüsse in Arteria renalis und Vena renalis. Die Urin-Konzentration von Stoffen, die tubulär überhaupt nicht rückresorbiert werden, erhöht sich im Vergleich zum Blutplasma auf etwa das Einhundertfache.
Die Hauptaufgabe der Tubuli ist die Rückresorption (kurz Resorption oder auch Reabsorption oder Rückdiffusion) fast des gesamten Primärharns in den Blutkreislauf. Insofern ist die Tubulusfunktion als Differenz von Primärharn und Sekundärharn zu verstehen. Diese Subtraktion gilt nicht nur für Wasser, sondern auch für alle gelösten harnpflichtigen Substanzen. Die Rückresorption des Wassers findet zu 15 % unter hormoneller Kontrolle des Antdiuretischen Hormons ADH statt und zu 85 % ohne hormonelle Kontrolle. Im distalen Convolut und Sammelrohr steigt unter dem Einfluss von ADH unter normalen Bedingungen (Nierengesundheit, ausgeglichener Flüssigkeitshaushalt) die Osmolarität stark an, so dass am Schluss insgesamt 99,5 % des Wassers dem Primärharn entzogen sind. In diesem Zustand der Antidiurese ist der Endharn osmotisch „stark eingedickt“ (= hyperton). Wenn andererseits das ADH fehlt (Diabetes insipidus) oder es besteht eine Überwässerung (z. B. nach exzessivem Trinken), so ist die Wasserresorption nur im proximalen Tubulus aktiv und die Urinproduktion kann bis zu 25 L/Tag ansteigen. Besteht hingegen ein Flüssigkeitsmangel (Dehydratation), so kann der Harnfluss über die Vermittlung von ADH weiter gedrosselt werden (Oligurie).
Zusammen mit der Rückresorption von Wasser werden auch die gelösten Elektrolyte in das Plasma zurückgeführt. Bei diesen Elektrolyten und Molekülen spricht man von der Molenlast des Primärharns. Oligurie und Anurie sind also nicht zwingende Hinweise auf krankhafte Störungen von Glomeruli oder Tubuli. Dagegen könnte eine Polyurie ein Symptom einer Diuretika-Therapie, einer Polydipsie oder einer seltenen Tubuluskrankheit, wie das Goodpasture-Syndrom, sein.
Einen weiteren an der Regulation des Gefäßtonus beteiligten Mechanismus stellt die tubulo-glomeruläre Rückkopplung, das heißt die Rückwirkung vom Tubulus auf den Gefäßpol des Nierenkörperchens, dar. Ist die glomeruläre Filtrationsrate (GFR) zu hoch, überschreitet die Menge des Natriumchlorids (NaCl, Kochsalz) im Primärharn die Resorptionsfähigkeit des Tubulus. Dadurch kommt es zum Anstieg der NaCl-Konzentration im Tubulus, der von der Sensorfunktion der Macula densa, einem Teil des juxtaglomerulären Apparats, über einen Ionentransporter (Na+/K+/2Cl-Symporter; NKCC) registriert wird. Über vasaoaktive Mediatoren kommt es zur Kontraktion der afferenten Arteriolen im Glomerulum und damit zur Flussreduktion. Insbesondere wird dadurch der Druck in den vulnerablen Kapillaren des Glomerulums vor Druckänderungen im Blutkreislauf geschützt.

## Tubulärer Transport

### Definition
Der tubuläre Transport ist definiert als die Gesamtheit aus Resorptions- und Sekretionsmechanismen von Stoffen im proximalen und distalen Tubulus.
Es handelt sich in den Tubuli um einen „bidirektionalen Transport: Tatsächlich ist für viele oder sogar für die meisten Substanzen die Netto-Tubulusresorption oder die Netto-Sekretion die algebraische Summe von Strömen in beiden Richtungen, und die Transportart in einer beliebigen Richtung kann passiv oder aktiv oder eine Kombination von beiden sein.“ Die tubulären Epithelzellen sind polar strukturiert: Ihre Zellmembran hat einen apikalen (lumenwärts gerichteten) und einen basolateralen (zum Blut hin gerichteten) Abschnitt.

### Blutgefäße im Nierenparenchym
Sowohl die Resorption vom Tubulus in die Nierenvene als auch die Sekretion von der Nierenvene in den Tubulus können nur bei parallelen Verläufen von Tubuli und Nierenvenen erfolgen. Je geringer der Abstand dieser beiden Leitungsbahnen ist, desto leichter kann der wechselseitige Austausch von Wasser und Elektrolyten erfolgen. Eine entsprechende schematische Zeichnung stammt von Frank Henry Netter. Beiderseits der Henleschen Schleifen finden sich Arteriolae rectae verae und Venulae rectae. Den entstehenden Gefäßkomplex nennt man Rete mirabile.
Die kleinsten parallel zum Tubulus verlaufenden arteriellen und venösen Gefäße heißen Vasa recta, weil sie gerade neben den auf- und absteigenden Schenkeln der Henleschen Schleifen verlaufen. Das Gegenstück zum arteriellen Vas afferens ist das venöse Vas efferens.
Tubulus und Vene müssen nicht direkt ohne Zwischenraum aneinander liegen. Denn die resorbierten Substanzen werden zu den interstitiellen Räumen und peritubulären Kapillaren weitergeleitet.

### Gegenstromprinzip
Die Urinkonzentration im Tubulus läuft bei Säugern über ein System ab, bei dem sich kleine Schritte in der osmotischen Konzentrierung multiplizieren: das Gegenstromprinzip in der Henle'schen Schleife (englisch countercurrent multiplication). Es wurde 1942 von Werner Kuhn vermutet und 1959 von Gottschalk und Mylle erstmalig nach Mikropunktionen tierischer Tubuli in vivo nachgewiesen. Absteigender und aufsteigender Schenkel eines Nephrons laufen parallel (siehe Abbildung). Um den Urin bei Antidiurese von 290 auf 1000 mOsm/kg H2O zu konzentrieren, ist ein einzelner transmembranärer Schritt nicht in der Lage, ein solcher erzielt nur etwa 20 mOsm/kg H2O in transversaler Richtung zwischen aufsteigendem und absteigenden Schenkel. Der aktive Transport geschieht im Wesentlichen durch den aktiven Na-K-2Cl-Cotransporter im dicken aufsteigenden Teil der Henle'schen Schleife, welcher Energie verbraucht. Ohne Energieverbrauch ist der passive Transport von Wasser (solvent drag) über Aquaporine in der absteigenden Henle-Schleife. In transversaler Richtung zur Papille (Ende des Sammelrohrs) erhöht sich somit die Osmolarität im Gewebe, was sich auf einen Anstieg der Urinkonzentration im Sammerlrohr auswirkt.
Auch wenn dieses Konzept bis heute in der Fachwelt weitgehend akzeptiert ist, sind gelegentlich Unstimmigkeiten aufgetreten, insbesondere wenn es um Säuger mit sehr hoher Konzentrationsleistung wie Chinchilla und Känguru Ratte geht (bis 6000 mOsmol/kg H2O).

### Transporter
Die einzelnen Elektrolyte werden in den Tubuli mit Hilfe von Transportern entweder vom Primärharn ins Plasma oder umgekehrt vom Plasma in den Sekundärharn transportiert. Diese Transportproteine gehören zur Gruppe der Membranproteine. Die Mitglieder der Major-Facilitator-Superfamilie (MFS) bilden die größte Gruppe von solchen Transportern. Für den Membrantransport durch die tubulären Membranen sind Membrankanäle und Permeasen erforderlich. Die Transporter werden eingeteilt in Symport-Carrier und Antiport-Carrier.
Die Ausscheidung der Salze hängt von ihrem jeweiligen Elektrolytstatus ab. Die Carrier sind größtenteils elektrogen, das heißt, die elektrische Ladung des Tubulusinhalts verändert sich dadurch, dass die Transportprozesse vorwiegend positive Ladungen aus dem Tubuluslumen entfernen. Im Anschluss entsteht ein lumennegatives transepitheliales elektrochemisches Potential, das wiederum die negativ geladenen Ionen aus dem Lumen drängt, so dass diese parazellulär resorbiert werden können. Gleichzeitig können in dem so entstehenden Wasserstrom weitere gelöste Teilchen mitgerissen werden (solvent drag).
Die Transporter haben eine begrenzte Förderkapazität. Als tubuläres Maximum bezeichnet man die höchste tubuläre Transportkapazität für einen zu transportierenden Stoff. Die Energie für den transepithelialen Transport stammt – direkt oder indirekt – von der Aktivität der Na-K-ATPase in der basolateralen Membran der Epithelzellen. Vasopressin (ADH) bewirkt die Reabsorption von Wasser im Sammelrohr über die Wasserpore Aquaporin 2. Das wassertreibende Mittel Furosemid hemmt die Wirkung von Aquaporin 2 in den Henle-Schleife und führt zur Diurese.

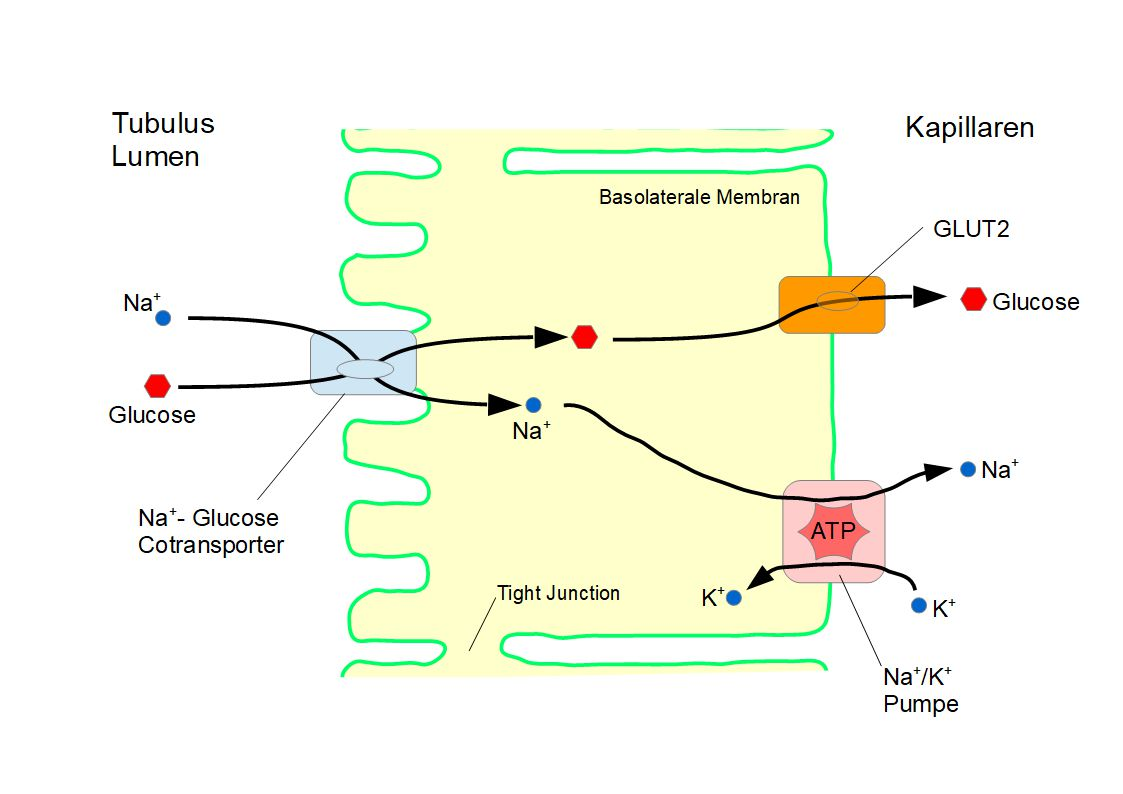
Natrium-Glucose-Cotransporter in der Tubuluszelle der Niere

### Natrium-Glucose-Co-Transporter
Die Na+/K+-ATPase auf der basolateralen Membran der proximalen Tubuluszelle nutzt ATP-Moleküle, um 3 Natriumionen nach außen ins Blut zu transportieren und gleichzeitig 2 Kaliumionen einzubringen. Dadurch entsteht ein Natrium-Ionen-Gefälle von der Außenseite zur Innenseite der proximalen Tubuluszelle, also ein elektrochemischer Gradient. Der Natrium-Glucose-Co-Transporter nutzt die Energie des von der ATPase-Pumpe erzeugten abwärts gerichteten Natrium-Ionen-Gradienten, um Glukose entgegen einem aufwärts gerichteten Glukose-Gradienten über die apikale Membran zu transportieren (siehe Abb.). Diese Co-Transporter sind ein Beispiel für sekundären aktiven Transport, im speziellen Fall Symporter, weil sie Glucose und Natrium in die gleiche Richtung befördern. Es gibt zwei Arten der Glucosetransporter, SGLT2 sind proximaler im Tubulus lokalisiert und besorgen den Hauptübertritt von Glucose. SGLT1 hingegen sind distaler lokalisiert und können einen wesentlich höheren Konzentrationsgradienten für Glucose erzeugen (bis 1:10 000). Mitglieder der GLUT-Familie der Glukose-Uniporter transportieren die Glukose dann über die basolaterale Membran in die peritubulären Kapillaren.

## Energieverbrauch
Die tubuläre Rückresorption benötigt viel Energie und damit Sauerstoff und Substrate für die aerobe Glykolyse. Das Sauerstoffangebot in der Niere ist beim gesunden Menschen höher als der Verbrauch, es werden nur 10–15 % aus dem Blut extrahiert. Die Niere benötigt 7 % des Sauerstoffs des Körpers; 99,5 % allein für die tubuläre Rückresorption des Na+. Dadurch wird passiv Wasser in die Blutbahn zurück resorbiert (solvent drag). Mit einer GFR von 125 ml/min und einer Na+-Konzentration von 140 mmol/L im Glomerulumfltrat GFR wird ca 1 mol/h reabsorbiert. Der O2-Verbrauch dafür (QO2) ist direkt mit der Na-Konzentration des GFR korreliert. 3 mol Sauerstoff (etwa 95 g) werden benötigt, um 99,5 % des Na+ zu reabsorbieren. Dazu werden große Mengen ATP durch aerobe Glykolyse in Mitochondrien bereitgestellt (OXPHOS). Im Tubulus werden mehr Fettsäuren als Glucose verwendet, da diese 106 Moleküle ATP pro Molekül Substrat bereitstellen, bei Glucose nur 36 Moleküle ATP. Um 1 mol Na+ gegen eine Potentialdifferenz von −70 mV (gegen Cytoplasma) anzuheben, werden 7 kJ Energie benötigt. Dies wäre vergleichbar mit der Anhebung von 1 mol Na (ca. 22 g) auf eine Höhe von 70 km und entspräche einer Leistung beider Nieren von zusammen etwa 2 Watt.

## Methodik zur Bestimmung der Tubulusfunktion
Eine quantitative Bestimmung über eine Indikatorsubstanz wie bei der Glomerulären Filtrationsrate GFR gibt es für die tubuläre Rückresorption nicht. Sie muss indirekt als Differenz (siehe oben) zwischen GFR und Harnflussrate ermittelt werden oder über die Messung von Plasma- und Urin-Osmolarität.
Die 'Freie Wasserclearance' CH2O ist ein Indikator dafür, wie der Körper seinen Wasserhaushalt über die Tubulusfunktion reguliert. Ist sie Null, so produziert die Niere isoosmotischen Urin im Vergleich zum Blutplasma. Ist sie größer als Null, so wird verdünnter Urin ausgeschieden, ist sie kleiner als Null, so spart die Niere Wasser durch Produktion eines konzentrierten Urins unter dem Einfluss des antidiuretischen Hormons ADH. Um die 'Freie Wasserclearance' zu bestimmen, müssen Harnflussrate V sowie Plasmaosmolarität Posm und Urinosmolarität Uosm gemessen werden.
{\displaystyle C_{H_{2}O}=V-{\frac {U_{osm}}{P_{osm}}}V=(1-{\frac {U_{osm}}{P_{osm}}})V}

## Krankheiten
Ist die Tubulusfunktion – infolge von Krankheiten oder nach Einnahme von Diuretika – herabgesetzt, so wird infolge der verringerten Rückresorption mehr Harn produziert. Bei einer solchen Polyurie ist auch mit einer Nykturie und einer Polydipsie zu rechnen.
Tatsächliche Tubulopathien mit diuretischer Wirkung sind sehr selten. Beispiele sind der Diabetes insipidus renalis als Spezialfall des Diabetes insipidus und das renale Fanconi-Syndrom. Bei der hereditären Hartnup-Krankheit, beim Lowe-Syndrom und beim Gitelman-Syndrom kommt es dagegen nicht zur Polyurie.
Beschrieben wird auch der nephrogene Diabetes insipidus als unerwünschte Arzneimittelnebenwirkung des Narkosegases Sevofluran in der Intensivmedizin mit einer ausgeprägten Polyurie bei noch unklarem Pathomechanismus ohne Ansprechen auf Desmopressin.
Noch seltener sind isolierte Tubuluskrankheiten mit vergrößerter Rückresorptionsquote und infolgedessen mit dem Symptom einer tendenziellen Anurie. Hier ist das Liddle-Syndrom ein Beispiel. Man spricht hier von einer krankhaften Funktionsverbesserung (englisch: gain of function).
Die tubulointerstitielle Nephritis ist nur in seltenen Fällen so ausgeprägt, dass es zu einer Polyurie kommt. Umgekehrt führen toxische Schädigungen der Tubuli allein nicht zur Insuffizienz oder Anurie, sofern nicht zugleich die Nierendurchblutung beeinträchtigt ist. Auch bei tubulointerstitiellen Zellschädigungen im Rahmen einer chronischen Niereninsuffizienz kommt es ebenso wenig zur Polyurie wie bei der Markschwammniere. Akutes Nierenversagen als unerwünschte Medikamentennebenwirkung führt regelmäßig nicht zu einer Polyurie.
Bislang kaum erforscht wurden bei bestimmten Krankheiten die Konzentrationen der einzelnen gelösten Stoffe im Plasma, im Primärharn, im Sekundärharn und besonders in den einzelnen Tubulusabschnitten als Resultat von Resorption und Sekretion.

## Geschichte
Lorenzo Bellini veröffentlichte 1680 eine Theorie der Harnbereitung, nach der das vom Blut getrennte „Serum“ in die Nierenkanäle und das vom serösen „Humor“ befreite Blut in die Venen gelangt. Diese Theorie galt bis ins 19. Jahrhundert. Nach Bellini wurden die Nierenkanälchen benannt („Tubuli uriniferi sive Bellini“).
1842 wurde von Carl Ludwig die Trennung von passiver Filtrierung im Glomerulum und aktiver Reabsorption im Tubulus postuliert, jedoch über 70 Jahre nicht zur gängigen Lehrmeinung (in der Nierenphysiologie) erhoben. Erst in den 1920er Jahren bestätigten sich die Thesen von Carl Ludwig, und er galt somit als Begründer der modernen Nephrologie, welche physikalische und chemische Prinzipien als die eigentlich aktiven Kräfte in der Physiologie betrachtete.
Bis in die 1950er Jahre galt die aktive Reabsorption von Wasser im Tubulus als geltende Lehrmeinung, insbesondere verbreitet durch den damaligen amerikanischen Nestor der Nierenphysiologie Homer Smith. Bereits 1942 demonstrierte der physiologische Chemiker Werner Kuhn aus Basel das Gegenstromprinzip in vitro. Im Jahre 1951 zeigten dann Kuhn, Hargitay und Wirz experimentell, dass die Henlesche Schleife der wichtigste Teil für das Gegenstromprinzip zur Harnkonzentrierung ist. Erst 1958 erkannte Smith diese Hypothese an und entschuldigte sich vor der New Yorker Akademie der Wissenschaften für seine Skepsis. Denn Mikropunktionen durch Mylle und Gottschalk bestätigten das Gegenstromprinzip zu dieser Zeit weitgehend.